# Gu Kailai
Dans ce nom, le nom de famille précède le nom personnel.
Gu Kailai (谷開來), née le 15 novembre 1958, est une femme d'affaires chinoise. Elle est la deuxième femme de l'homme politique Bo Xilai,.

## Biographie
Avocate renommée, elle publie en 1998 Comment gagner un procès aux États-Unis qui est un succès, où elle raconte comment elle a réussi à faire gagner une entreprise chinoise devant une juridiction américaine. Davantage émancipée que la plupart des épouses des hiérarques chinois, elle tisse des réseaux à l'étranger où elle investit la fortune familiale.
Elle a été condamnée à mort avec une peine suspensive le 20 août 2012 pour avoir tué le Britannique Neil Heywood.
L'assassinat s'était déroulé un soir de novembre 2011 dans un luxueux hôtel de Chongqing, mégapole alors dirigée par Bo Xilai. Gu Kailai avait d’abord soigneusement préparé une solution à base de cyanure, qu'elle avait apportée avec du thé et du vin dans la chambre d'Heywood. Alors que le Britannique était sous l'emprise de l'alcool au point d'avoir vomi et qu'il se trouvait allongé sur son lit, elle s'était mise à son chevet et lui avait elle-même versé le liquide létal dans la bouche, tout en lui parlant. Lors du procès, qui s’est tenu lors d’une unique audience le 9 août à Hefei, Gu Xilai a reconnu les faits, mais le tribunal n'a pas dévoilé le mobile du meurtre. Neil Heywood a longtemps été un proche du couple, avant que leurs relations ne se dégradent. 
Gu Kailai purge sa peine dans une prison de luxe réservée aux officiels chinois condamnés pour corruption.